# Zagorje (Berane)
Pour les articles homonymes, voir Zagorje.
Zagorje (en serbe cyrillique : Загорје) est un village du nord-est du Monténégro, dans la municipalité de Berane.

## Démographie

### Évolution historique de la population
| 1948 | 1953 | 1961 | 1971 | 1981 | 1991 | 2003 |
| ---- | ---- | ---- | ---- | ---- | ---- | ---- |
| 386  | 400  | 395  | 372  | 377  | 295  | 317  |